# Leoncin (village)
Pour les articles homonymes, voir Leoncin.
Leoncin (prononciation : [lɛˈɔnt͡ɕin]) est un village polonais de la gmina de Leoncin dans le powiat de Nowy Dwór Mazowiecki de la voïvodie de Mazovie dans le centre-est de la Pologne.
Le village est le siège administratif (chef-lieu) de la gmina appelée gmina de Leoncin.
Il se situe à environ 12 kilomètres au sud-ouest de Nowy Dwór Mazowiecki (siège du powiat) et à 37 kilomètres au nord-ouest de Varsovie (capitale de la Pologne).

## Histoire
De 1975 à 1998, le village appartenait administrativement à la voïvodie de Varsovie.

## Personnalités liées au village
- Isaac Bashevis Singer, écrivain américain